# الهيثم بن عدي
الهيثم بن عدي. ابن عبد الرحمن بن زيد بن أسيد بن جابر الأخباري العلامة أبو عبد الرحمن الطائي الكوفي المؤرخ.
جاء في وفيات الأعيان، لابن خلكان: كان راوية أخبارياً، نقل من كلام العرب وعلومها وأشعارها ولغاتها المثير، وكان أبوه نازلاً بواسط، وكان خيراً. وكان الهيثم يتعرض لمعرفة أصول الناس ونقل أخبارهم، فأورد معايبهم وأطهرها وكانت مستورة فكُرِه لذلك، ونقل عنه أنه ذكر العباس بن عبد المطلب بشيء، فحبس لذلك عدة سنين، ويقال إنه نقل زوراً، ولبسوا عليه ما لم يقل، وكان قد صاهر قوماً فلم يرضوه، فأذاعوا ذلك عنه، وحرفوا الكلام. وكان يرى رأي الخوارج.

## مصنفاته
- بيوتات العرب
- بيوتات قريش
- ولاة الكوفة
- طبقات الفقهاء والمحدثين[4]

## وفاته
توفي بفم الصلح في سنة سبع ومائتين وله ثلاث وتسعون سنة (207هـ).